# Глєбова Віра Іллівна
Ві́ра Іллі́вна Глє́бова (Шмулевич) (17 жовтня 1885, Самара, Російська імперія — 16 грудня 1935, СРСР, Москва
) — радянська вчена, хімік, фахівець з рідкісноземельних елементів і рідкісних металів, перший директор Гіредмету (Радієвого інституту).

## Життєпис
Народилася 17 жовтня 1885 року в Самарі.
Член РСДРП з 1904 року, учасниця трьох російських революцій та громадянської війни.
Закінчила Лозаннський університет, де захистила докторську дисертацію (1913), і Московський університет.
Протягом 1921—1930 років — на керівній роботі в системі Вищої ради народного господарства СРСР (ВРНГ СРСР). У 1920-ті роки однією з перших зазначила цінність радію для військової техніки.
Від 1923 року працювала в Інституті прикладної мінералогії (ІПМ). В 1924 була одним з творців в ІПМ Відділу рідкісних елементів, який пізніше очолила. Протягом 1925—1929 — керівниця союзного тресту «Рідкісні елементи».
Одна з організаторів і протягом 1931—1934 років — перший директор Державного науково-дослідного інституту рідкісних елементів Всесоюзного об'єднання рідкісних елементів і тонкої металургії ВРНГ СРСР (Гіредмет, майбутній Радієвий інститут Міністерства атомної енергії і промисловості).
Під її керівництвом в СРСР розпочалися промисловий видобуток і переробка уранових руд.
Організувала розробку промислових методів отримання урану, вольфраму, ванадію, стронцію.
Крім того, займалася дослідженнями в галузі інертних газів.
На особисте прохання 27 вересня 1934 року звільнена від обов'язків директора Гіредмету за станом здоров'я.
Померла 16 грудня 1935 року в Москві.